# Royaume-Uni au Concours Eurovision de la chanson 2018
Le Royaume-Uni est l'un des quarante-trois pays participants du Concours Eurovision de la chanson 2018, qui se déroule à Lisbonne au Portugal. Le pays est représenté par SuRie et sa chanson Storm, sélectionnées via l'émission Eurovision: You Decide 2018.

## Sélection
Le diffuseur britannique BBC a confirmé sa participation au Concours 2018 le 11 septembre 2017. Quelques semaines plus tard, le 29 septembre 2017, le diffuseur lançait un appel à candidatures pour l'émission Eurovision: You Decide, utilisée par le pays comme sélection.

### Format
Comme les années précédentes, six artistes ont concouru lors de l'émission, qui s'est déroulée le 7 février 2018. Le vainqueur est décidé par un vote combinant pour moitié le vote d'un jury et pour l'autre moitié le télévote britannique.

### Résultats
- Vainqueur

La sélection est remportée par la chanteuse SuRie et sa chanson Storm, qui représenteront donc le Royaume-Uni lors de l'Eurovision 2018.
| Ordre | Artiste       | Chanson         |
| ----- | ------------- | --------------- |
| 1     | RAYA          | Crazy           |
| 2     | Liam Tamne    | Astronaut       |
| 3     | Asanda        | Legends         |
| 4     | Jaz Ellington | You             |
| 5     | SuRie         | Storm           |
| 6     | Goldstone     | I Feel the Love |

## À l'Eurovision
En tant que membre du Big Five, le Royaume-Uni est qualifié d'office pour la finale qui aura lieu le 12 mai 2018. Il se classe finalement 24e avec 48 points.
Lors de la performance de SuRie, un homme a fait irruption sur scène, arrachant le micro des mains de la chanteuse. Le pays s'est vu offrir une chance de passer une seconde fois, ce que la chanteuse a finalement refusé car elle était satisfaite de sa prestation.